# セントビンセント湾

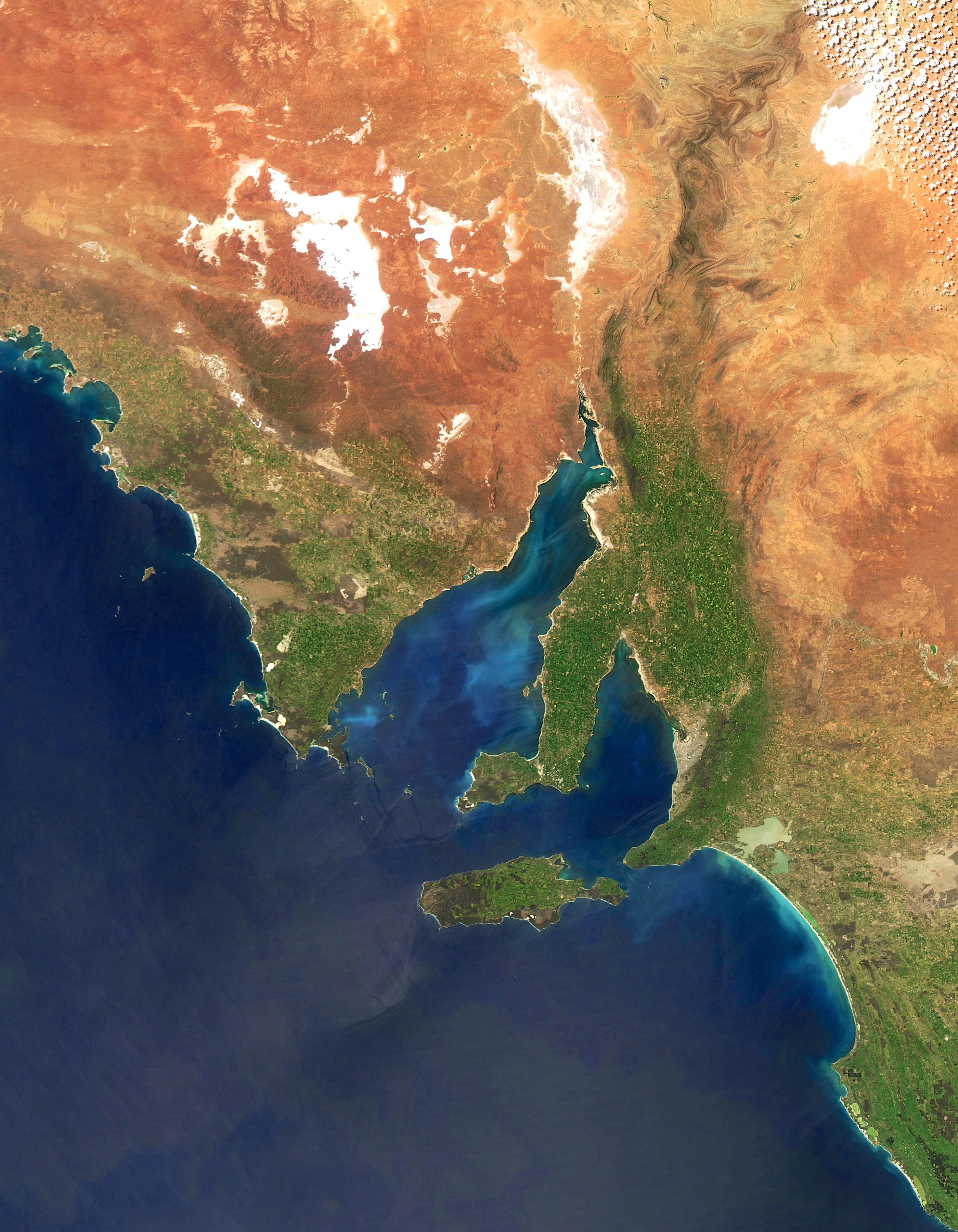
衛星画像。2つの入り江の東側がセントビンセント湾

セントビンセント湾(Gulf Saint Vincent)はオーストラリア南東部にある湾。西のヨーク半島、東のフルリオ半島に挟まれた南北に伸びる湾であり、南極海に面する。湾口付近にはカンガルー島がある。湾口幅約80km、奥行き約120km。
湾岸の主要都市としてはアデレードがある。